# Gola (Trzebnica)
Pour les articles homonymes, voir Gola.
Gola est une localité polonaise de la gmina de Prusice, située dans le powiat de Trzebnica en voïvodie de Basse-Silésie.